# Ruvalcaba-Myhre-Smith-Syndrom
Das Ruvalcaba-Myhre-Smith-Syndrom ist eine sehr seltene, zu den Großwuchssyndromen gehörende Erbkrankheit. Bei erkrankten Personen liegt eine Mutation im PTEN-Gen auf dem langen Arm von Chromosom 10 vor und gehört daher zum PTEN-Hamartoma-Tumor-Syndrom. PTEN steht für „Phosphatase and Tensin Homolog“. Es ist ein Tumorsuppressor-Gen und das Protein besteht aus 403 Aminosäuren. Das Gen codiert eine Lipid-Phosphatase, die die Funktion anderer Proteine regelt, indem sie Phosphat-Gruppen von ihren Molekülen entfernt. Das Wachstum überflüssiger Zellen wird unterdrückt, indem der Zellzyklus in der G1-Phase unterbrochen wird. Eine Mutation, die den Verlust des Proteins verursacht, kann auf Überproliferation (Überzellteilung) hinauslaufen, die zum Wachstum von Gewebsveränderungen beziehungsweise Gewebeüberschuss führt.

## Alternative Bezeichnung
Das Ruvalcaba-Myhre-Smith-Syndrom wurde zeitgleich von verschiedenen Ärzten und Forschern beschrieben (1960 von Harris D. Riley und William R. Smith, 1971 von George A. Bannayan). Daher wird es auch bezeichnet als:
- Bannayan-Zonana-Syndrom
- Riley-Smith-Syndrom
- Ruvalcaba-Myhre-Syndrom
- Bannayan-Riley-Ruvalcaba-Syndrom (BRRS)
- Bannayan-Syndrom
- Cowden/Bannayan-Riley-Ruvalcaba überlappendes Syndrom
- Makrozephalie, Pseudopapilledema und Multiple Hemangiomata

Das Syndrom ist nicht zu verwechseln mit dem Myhre-Syndrom oder dem Ruvalcaba-Syndrom.

## Eingruppierung
Das Ruvalcaba-Myhre-Smith-Syndrom gehört zur Gruppe der hereditären Hamartoma-Polyposis-Syndrome. Bei allen Syndromen liegt eine Veränderung des Erbgut des PTEN-Gens mit zum Teil überlappenden Symptomen vor. Daher werden diese Syndrome nicht mehr strikt getrennt. Zu den hereditären Harmatoma-Polyposis-Syndromen gehören weiter
- Juveniles Polyposis-Syndrom
- Peutz-Jeghers-Syndrom
- Cowden-Syndrom

## Erbgang
Das Ruvalcaba-Myhre-Smith-Syndrom folgt einem autosomal-dominanten Erbgang. Die Vererbung erfolgt über ein Nichtgeschlechtschromosom, ein Autosom.
Da die autosomal-dominante Vererbung nicht geschlechtsspezifisch erfolgt, sind Männer und Frauen in gleichem Maße betroffen.
Im Gegensatz zur autosomal-rezessiven Vererbung sind Männer und Frauen auch dann krank, wenn sie heterozygot erkrankt sind.
Das bedeutet, dass nur eins der Allele des erkrankten Gens, das vom Vater oder das von der Mutter, defekt ist. Ein betroffener Elternteil trägt also eine ungünstige Erbanlage, die mit 50 % Wahrscheinlichkeit an Nachkommen weitergegeben werden kann.

## Diagnostik
Das Ruvalcaba-Myhre-Smith-Syndrom kann durch eine Mutationsanalyse des PTEN-Gens mittels einer direkten DNA-Sequenzierung nachgewiesen werden.
Als Ausgangsmaterial wird eine Blut-DNA-Probe der zu untersuchenden Person benötigt. Wenn der familiäre Erbgang mitbestimmt werden soll, wird auch den Kindern oder Eltern Blut entnommen.

## Symptome
Charakteristische Kennzeichen für das Ruvalcaba-Myhre-Smith-Syndrom sind:
- ein Geburtsgewicht von 4 kg und mehr (mit hoher Wahrscheinlichkeit)
- eine Geburtsgröße von 53 cm bei Mädchen (mit hoher Wahrscheinlichkeit)
- eine Geburtsgröße von 55 cm bei Jungen (mit hoher Wahrscheinlichkeit)
- spätes Laufenlernen
- eine allgemeine Entwicklungsstörung/ -verzögerung
- eine außerordentliche Kopfgröße/ Makrozephalie (bei 50 % der Betroffenen)
- Hämangiome, gutartige Neubildung der Blutgefäße (bei 10 bis 40)
- multiple Lipome, gutartige Fettgewebsneubildungen (bei 75 %)
- Pigmentflecken auf dem Penis (mit hoher Wahrscheinlichkeit), eventuell Makropenis
- gestörte Motorik (Ungelenkigkeit) (bei 50 %)
- Muskelschwäche (bei 50 %)
- Skoliose (bei 50 %)

Die Ausprägung der Merkmale ist bei den Betroffenen jedoch sehr unterschiedlich.

## Risiken
Vom Ruvalcaba-Myhre-Smith-Syndrom betroffene Männer und Frauen haben ein erhöhtes Risiko, an Schilddrüsenkrebs oder Darmkrebs zu erkranken, Frauen zudem an Brustkrebs. Daher sollen sowohl Männer als auch Frauen bereits ab etwa 21 Jahren regelmäßige Vorsorgeuntersuchungen vornehmen lassen.